# 赖星华
赖星华（1942年7月—），女，广东梅县人，生于印度尼西亚雅加达，中国水稻专家，曾任广西农业科学院植物保护研究所副所长，第八届全国政协委员。